# Polistes ferreri
Polistes ferreri är en getingart som beskrevs av Henri Saussure 1853. Polistes ferreri ingår i släktet pappersgetingar, och familjen getingar. Inga underarter finns listade i Catalogue of Life.